# Шереметьевский район
Шереметьевский район (тат. Ширәмәт районы) — упразднённая административно-территориальная единица в составе Татарской АССР, существовавшая в 1930—1963 годах. Административный центр — село Шереметьевка. 

## История
Шереметьевский район был образован 10 августа 1930 года на части территории бывших Челнинского и Чистопольского кантонов.
По данным 1934 года имел статус русского национального района.
По данным на 1945 год район имел площадь 1,4 тыс. км² и делился на 30 сельсоветов: Ачинский, Байгуловский, Балчиклинский, Беляхчинский, Больше-Атынский, Борковский, Верхне-Уратьминский, Верхне-Челнинский, Володарский, Елантовский, Каинлинский, Камско-Полянский, Кармалинский, Кзыл-Ярский, Красно-Кадкинский, Красно-Ярский, Кушниковский, Нижне-Уратьминский, Нижне-Челнинский, Ошинский, Поповский, Сарсаз-Блинский, Свердловский, Смысловский, Старо-Шешминский, Сухаревский, Тубинский, Шакшинский, Шереметьевский, Шингальчинский.
С 8 мая 1952 по 30 апреля 1953 Шереметьевский район входил в состав Чистопольской области.
4 января 1963 года Шереметьевский район был упразднён в результате реформы по сокращению количества районов в республике, а его территория была передана в Челнинский и Чистопольский районы.
12 января 1965 года на землях упразднённого района был образован Нижнекамский район (по сути это Шереметьевский район, восстановленный под новым названием) с административным центром в Нижнекамске.